# 赫爾興
赫爾興（德语：Hörsching）是奧地利的城鎮，位於該國北部，由上奧地利負責管轄，面積20平方公里，海拔高度294米，該地區自新石器時代有人類居住，2012年人口5,810。